# Hiến pháp

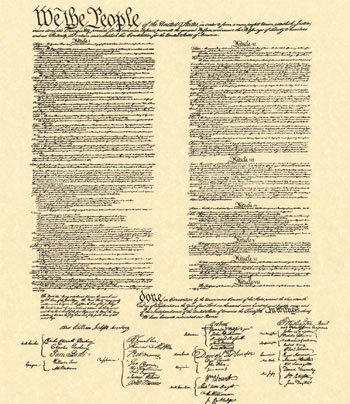
Nguyên bản Hiến pháp Hoa Kỳ

Hiến pháp là một hệ thống cao nhất của pháp luật quy định những nguyên tắc chính trị căn bản và thiết lập thủ tục, quyền hạn, trách nhiệm của một chính quyền. Nhiều hiến pháp cũng bảo đảm các quyền nhất định của nhân dân. Trong bài viết này, ngoài Hiến pháp được hiểu như hiến pháp chính quyền còn có một số hình thức khác mang nghĩa rộng hơn như là hiến chương, luật lệ, nguyên tắc giữa các tổ chức chính trị.
Các thực thể phi chính trị, dù hợp thể hay không, cũng có hiến pháp. Các thực thể này gồm các đoàn thể và các hội tình nguyện.
Hiến pháp là đạo luật cơ bản nhất của một nhà nước, nó thể hiện ý chí và nguyện vọng của tuyệt đại đa số nhân dân tồn tại ở trong hoặc ngoài nhà nước đó, nhưng vẫn là nhân dân thuộc nhà nước đó.

## Lịch sử và sự phát triển

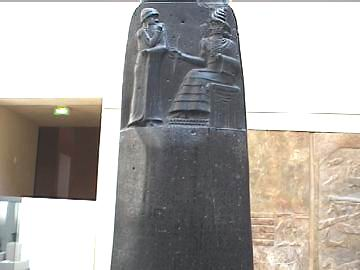
Chi tiết trên bia vua Hammurabi miêu tả Hammurabi đang tiếp nhận bộ luật từ thần Mặt Trời. Hiện vật bảo tàng Louvre.

Những khai quật ở Iraq đương đại do Ernest de Sarzec tiến hành vào năm 1877 đã tìm thấy bằng chứng của bộ luật pháp lý sớm nhất được biết đến do vua Urukagina ở thành phố Lagash, nước Sumer ban hành khoảng năm 2300 TCN. Có lẽ là nguyên mẫu luật chính phủ sớm nhất. Bản thân tài liệu này chưa được khám phá hết nhưng nó cho người dân nước đó một số quyền, chẳng hạn, việc giảm thuế cho các quả phụ, trẻ mồ côi và bảo vệ người nghèo khỏi bị người giàu cho vay nặng lãi.
Sau đó, nhiều chính quyền trị vì với các bộ luật bằng văn bản đặc biệt. Một tài liệu như vậy cổ nhất vẫn tồn tại có lẽ là của vua Ur-Nammu thành phố Ur (khoảng 2050 TCN). Một số Bộ luật nổi tiếng trong tài liệu đó là Bộ luật Hammurabi của Đế quốc Babylon xưa, Bộ luật Hittite, Bộ luật Assyria, Bộ luật Moses và Trụ Cyrus chứa đựng những lời răn dạy của Hoàng đế Cyrus Đại Đế của Đế quốc Ba Tư cổ đại.
Aristotle (khoảng 350 TCN) là một trong những người đầu tiên chính thức phân biệt giữa luật thông thường và (luật) hiến pháp được ghi lại trong lịch sử. Ông đã thiết lập những ý tưởng về hiến pháp và chủ nghĩa hợp hiến, và cố gắng phân loại các hình thức khác nhau của chính phủ lập hiến. Khái niệm căn bản nhất mà ông ta thường dùng để miểu tả hiến pháp trong những thuật ngữ tổng quát là "sự sắp xếp các chức vụ trong một quốc gia". Trong tác phẩm của mình Constitution of Athens, Politics và Nicomachean Ethics, ông ta khảo sát tỉ mỉ các hình thức khác nhau của hiến pháp, đặc biệt là Athena và Sparta. Ông ta phân loại những hiến pháp ông cho là tốt và xấu, và ông đi đến kết luận hiến pháp tốt nhất là một hình thức pha trộn giữa những yếu tố quân chủ, quý tộc và dân chủ. Ông ta cũng phân biệt giữa công dân có những cơ hội riêng để tham gia trong nước và những người không phải công dân, nô lệ không có cơ hội đó.

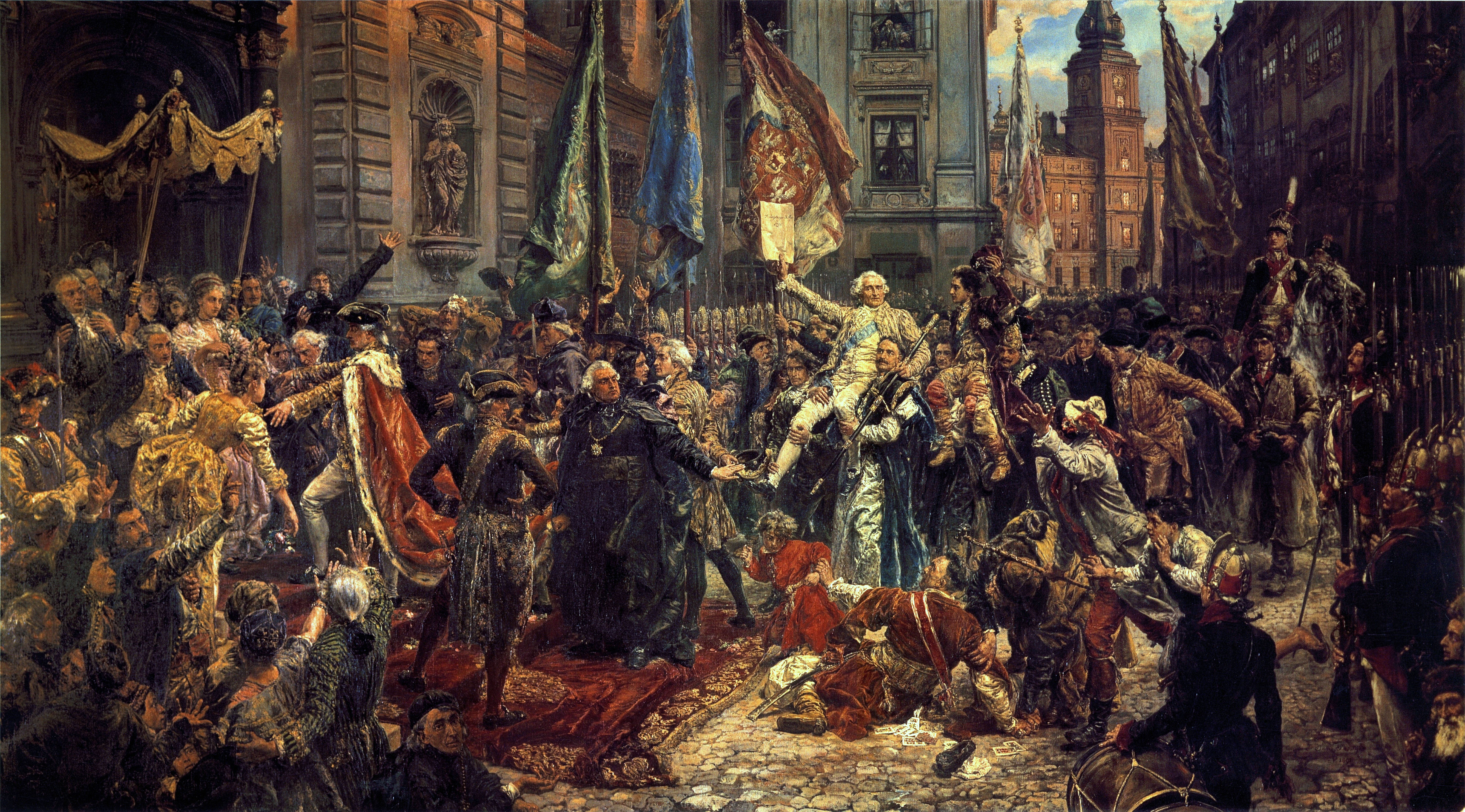
Hiến pháp ngày 3 tháng 5 năm 1791 (Tranh của Jan Matejko, 1891). Vua Stanisław August (trái, mặc áo choàng lông chồn ermine), vào Thánh đường St. John, nơi hạ nghị viện Sejm sẽ tuyên thệ và dương cao hiến pháp mới; ở phía bên dưới, ở Lâu đài Hoàng gia Warszawa, hiến pháp mới vừa được thông qua. Bảo tàng quốc gia Warszawa.

Người La Mã lần đầu tiên soạn thảo hiến pháp Mười hai Điều (Twelve Tables) của họ vào năm 449 TCN. Chúng được thi hành dưới dạng một chuỗi các luật thỉnh thoảng được thêm vào, nhưng luật La Mã không được tổ chức lại thành một bộ luật riêng rẽ cho đến khi bộ luật Theodosianus ra đời năm 438. Sau này, bộ luật Justinianus ở Đế chế Byzantine Đông có ảnh hưởng lớn cả Châu Âu.
Điều khoản thứ mười bảy của Hiến pháp Nhật Bản được soạn năm 604, được cho là của hoàng tử Shotoku, là một hiến pháp điển hình trong lịch sử chính trị châu Á. Ảnh hưởng của triết lý Phật giáo, hiến pháp chú trọng hơn vào đạo đức xã hội hơn là thể chế của chính chính phủ đó. 
Hiến pháp Gayanashagowa (Great Law of Peace) được xem là hiến pháp khẩu truyền của dân tộc Iroquois ra đời khoảng 1090 và 1150 đã được cân nhắc và đã truyền một phần cảm hứng cho Hiến pháp Hoa Kỳ.
Hiến pháp thành văn sớm nhất vẫn còn dùng ở một nước có chủ quyền đến nay là của San Marino. Hiến pháp San Marino được viết bằng tiếng Latin vào năm 1300 bao gồm sáu quyển. Quyển đầu tiên có 62 điều, nói về việc thiết lập các hội đồng, tòa án, các viên chức hành pháp và quyền hành của họ. Các quyển còn lại nói về tội phạm và luật dân sự và các thủ tục tòa án.
Khối thịnh vượng chung Massachusetts thông qua hiến pháp năm 1780, trước việc thông qua Điều ước Liên bang và Hiến pháp Hoa Kỳ. Đây có lẽ là hiến pháp "có tên" vẫn được dùng cũ nhất vì văn kiện này tuyên bố rõ ràng rằng bản thân nó là một hiến pháp. Hiến pháp Hoa Kỳ được thông qua năm 1789 chịu ảnh hưởng của hệ thống hiến pháp Anh. Văn kiện đó trở thành cơ sở cho nền cộng hòa và hiến pháp được soạn ra sau đó. Nó cũng thường được cho rằng là hiến pháp được biên soạn có tính quốc gia hiện đại lâu đời nhất trên thế giới.

## Hiến pháp chính quyền
Thường thấy nhất, thuật ngữ "hiến pháp" đề cập đến tập hợp các quy tắc và nguyên tắc quy định bản chất và phạm vi của chính quyền. Hầu hết các chính hiến pháp tìm cách điều chỉnh quan hệ giữa các cơ quan của nhà nước, quan hệ giữa ba bộ phận hành pháp, lập pháp và tư pháp ở mức độ cơ bản và mối quan hệ giữa các cơ quan thuộc ba bộ phận đó.

### Các đặc điểm chính
Các đặc điểm sau đây là đặc điểm của hiến pháp dân chủ đã được các khoa học gia chính trị xác định cho hiến pháp ở phạm vi quốc gia.

#### Việc soạn thảo
Sự phân loại cơ bản là hiến pháp đã được điều lệ hóa hay không. Một hiến pháp đã được điều lệ hóa là một văn kiện riêng rẽ và là nguồn gốc của luật hiến pháp trong một quốc gia. Một ví dụ thường dùng cho loại này là Hiến pháp Hoa Kỳ. Ngược lại, hiến pháp không được điều lệ hóa là hiến pháp không được chứa đựng trong một văn kiện riêng rẽ và bao gồm nhiều nguồn gốc khác nhau có thể là thành văn hay bất thành văn. Hiến pháp Úc, Hiến pháp Anh là hai ví dụ điển hình của loại này. Hiến pháp Ấn Độ được cho là hiến pháp được điều lệ hóa dài nhất trên thế giới.

##### Hiến pháp được điều lệ hóa
Hầu hết các quốc gia trên thế giới đều có một hiến pháp được điều lệ hóa (trừ ba quốc gia Israel, New Zealand và Vương quốc Liên hiệp Anh và Bắc Ireland). Hiến pháp được điều lệ hóa thường là sản phẩm của sự thay đổi chính trị lớn như một cuộc cách mạng. Chẳng hạn như hiến pháp của Hoa Kỳ được viết ra và được thông qua không quá 25 năm sau cuộc Cách mạng Hoa Kỳ. Tiến trình một quốc gia thông qua hiến pháp có quan hệ mật thiết với hoàn cảnh chính trị và lịch sử dẫn đến các thay đổi căn bản.
Lợi ích rõ ràng nhất của hiến pháp được điều lệ hóa là có các điều mạch lạc và dễ hiểu. Hiến pháp được điều lệ hóa ít nhất thì cũng dễ đọc và là một văn kiện riêng lẻ. Mặc dầu nó tương đối rõ ràng nhưng hiến pháp được điều lệ hóa vẫn để lại một phạm vi giải thích rộng lớn cho tòa án hiến pháp.
Các quốc gia có hiến pháp được điều lệ hóa thường gán cho nó uy quyền tối cao so với các đạo luật thông thường khác. Đó là, nếu có xung đột xảy ra giữa một đạo luật và hiến pháp thì tất cả hay một phần của đạo luật đó có thể bị tòa án tuyên bố là vượt quyền (ultra vires) và bị cho là vi hiến. Ngoài ra, một thủ tục đặc biệt được yêu cầu để sửa đổi hiến pháp có liên quan đến ⅔ đa số trong cơ quan lập pháp quốc gia, sự đồng ý của các cơ quan lập pháp địa phương, cuộc trưng cầu dân ý hoặc một số thủ tục khác. Điều này làm cho việc sửa đổi hiến pháp khó hơn việc thông qua một luật nào khác.

##### Hiến pháp không được điều lệ hóa
Chỉ có ba quốc gia là Israel, New Zealand và Anh dùng hiến pháp không được điều lệ hóa (tính đến tháng 10 năm 2006).
Ở những quốc gia sử dụng hiến pháp không được điều lệ hóa, không có sự khác biệt giữa (luật) hiến pháp và các đạo luật (như luật áp dụng cho các khu vực cai quản) trong thuật ngữ pháp lý. Cả hai có thể bị thay thế hoặc loại bỏ bởi đa số trong nghị viện. Trên thực tế, các chính phủ dân chủ không dùng cơ hội này để bãi bỏ tất cả các quyền công dân mà trên lý thuyết họ có thể làm như vậy.
Xem thêm: Các luật chính của Anh

#### Sự phân bổ quyền lực
Hiến pháp cũng thiết lập quyền lực trong một nước. Có hai loại phân bổ quyền lực cơ bản là: liên bang và nhất thể. Hệ thống chính quyền liên bang có hiến pháp công nhận sự phân chia quyền lực giữa trung ương và địa phương trong một quốc gia. Hiến pháp Canada là một ví dụ điển hình, đó là sự phân chia quyền lực giữa chính phủ liên bang và các tỉnh bang. Hiến pháp nhất thể công nhận quyền lực chỉ tồn tại ở trung ương. Anh là một trong những nước sử dụng loại hình này.

#### Sự phân tách quyền lực
Hiến pháp thường biến đổi lớn theo mức độ phân tách quyền lực, thông thường là sự phân tách của các bộ phận hành pháp, lập pháp và tư pháp của chính quyền. Hiến pháp Hoa Kỳ có sự phân tách quyền lực đầy đủ vì với mỗi bộ phận đều có quyền được giao cụ thể. Ví dụ, Quốc hội, cơ quan lập pháp Hoa Kỳ có quyền buộc tội (các quan chức) mà các bộ phận khác không có quyền.

#### Giới hạn trách nhiệm
Giới hạn trách nhiệm là một đặc điểm chung của tất cả các hiến pháp dân chủ. Ở hệ thống chính phủ tổng thống, như Hoa Kỳ và hệ thống bán tổng thống, như Pháp, các bộ trưởng có trách nhiệm với tổng thổng, người có quyền bảo trợ để chỉ định hay sa thải bộ trưởng. Tổng thống có trách nhiệm với nhân dân trong một cuộc bầu cử. Trong hệ thống nghị viện, như Anh và Úc, các bộ trưởng có trách nhiệm với nghị viện nhưng thủ tướng lại bổ nhiệm hay sa thải họ (ở hệ thống Westminster, quyền này xuất phát từ quốc vương, thành viên của nghị viện). Cũng có khái niệm về việc bỏ phiếu bất tín nhiệm ở nhiều nước theo chế độ nghị viện, điều này có nghĩa là nếu đa số trong bộ phận lập pháp bỏ phiếu cho cuộc vận động bất tín nhiệm thì chính phủ phải từ chức, và một chính phủ mới sẽ được thành lập hoặc nghị viện sẽ bị giải tán và cuộc tổng tuyển cử sẽ diễn ra.

#### Hiến pháp hình thức
Nhà lý luận chính trị Ý Giovanni Sartori cho rằng sự tồn tại của hiến pháp là vẻ ngoài của nguồn quyền hành độc đoán. Trong khi các tài liệu như vậy diễn tả sự tôn trọng nhân quyền hay thiết lập một bộ máy tư pháp độc lập, thì trong thực tế chúng có thể bị làm ngơ một khi nhà cầm quyền cảm thấy bị đe dọa hay hoàn toàn bị sỉ nhục. Một ví dụ điển hình là Hiến pháp Liên Xô, trên văn bản thì đảm bảo quyền tự do lập hội hay quyền tự do ngôn luận nhưng trên thực tế, công dân nếu làm như vậy thì họ sẽ bị bỏ tù (tù nhân chính trị). Ví dụ đó cho thấy rằng sự bảo vệ và lợi ích mà hiến pháp đem lại ít hơn thông qua những điều khoản được thảo ra, nhưng đem lại nhiều cho chính quyền theo nguyên tắc của họ.

## Tòa án hiến pháp
Hiến pháp thường được bảo vệ ở mỗi quốc gia bằng "tòa án hiến pháp" ("tòa bảo hiến") hoặc "tòa án tối cao". Tòa án này phân xử sự tương thích của các điều khoản pháp luật với các nguyên tắc của hiến pháp. Đặc biệt quan trọng là trách nhiệm của tòa này là bảo vệ các quyền và tự do do hiến pháp quy định.
Sự vi phạm hiến pháp, hay vi hiến, là một hành động hay hành động luật trái với hiến pháp được tòa án phân xử. Ví dụ về sự vi phạm hiến pháp ở bộ phận hành pháp có thể là một chính trị gia lạm dụng quyền hành của mình hay bộ phận lập pháp cố thông qua luật trái với hiến pháp mà không thông qua quá trình tu chính hiến pháp trước.
Tòa hiến pháp thường gọi là tòa phương án cuối cùng, một thực thể pháp luật cao nhất trong chính phủ. Quá trình thẩm định pháp lý thường được tích hợp vào hệ thống tòa phúc thẩm. Đây là một vụ kiện như với Tòa án Tối cao Hoa Kỳ. Các vụ kiện thường được xét xử ở một tòa án thấp hơn trước khi mang ra trước tòa án tối cao, ngoại trừ các vụ kiện mà tòa tối cao có quyền xét xử trước. Một số quốc gia khác lập ra một tòa đặc biệt chỉ để bảo vệ hiến pháp như ở Tòa án Hiến pháp Đức. Hầu hết các tòa hiến pháp là công cụ quyền lực của quá trình cân nhắc luật có quyền tuyên bố luật "vi hiến", không hợp với hiến pháp. Hiệu lực của việc quyết định này thay đổi tùy theo chính phủ nhưng đều phổ biến cho các hoạt động của tòa án để quyết định một luật nào đó không thể đưa vào cuộc sống, như trường hợp của Hoa Kỳ. Tuy nhiên, nhiều tòa bị rắc rối khi dựa vào sự hợp tác của hai bộ phận hành pháp và lập pháp để thi hành quyết định của họ một cách thích hợp. Ở quyết định của Tòa án Tối cao Hoa Kỳ đảo lộn chủ thuyết "độc lập nhưng bình đẳng" trong thập niên 1950 dựa vào sự hợp tác của từng tiểu bang để thi hành luật. Một số không thực hiện được, phải nhờ đến sự can thiệp của chính phủ. Các quốc gia khác, như Pháp, có Hội đồng hiến pháp Pháp chỉ phân xử tính hợp hiến của luật trước quá trình phê chuẩn.
Một số quốc gia, chủ yếu là những quốc gia có hiến pháp không được điều lệ hóa, không có những tòa án như vậy - ví dụ như Anh, theo truyền thống các chức năng dưới nguyên tắc của quyền tối cao nghị viện là cơ quan lập pháp có quyền ban hành bất cứ luật mà cơ quan đó muốn. Tuy nhiên, vì là thành viên của Liên minh châu Âu, Anh phải tuân theo quyền hạn của luật Cộng đồng châu Âu và Tòa án châu Âu. Tương tự như vậy, bằng việc thừa nhận Ủy ban Nhân quyền châu Âu của Hội đồng châu Âu, nó phải tuân thủ Tòa án Nhân quyền châu Âu. Kết quả là, những cơ quan này là các tòa án hiến pháp có thể vô hiệu hóa hoặc giải thích pháp luật Anh, được thiết lập trước tiên có nguồn gốc từ vụ Factortame.

## Phương pháp sửa đổi
| Chấp thuận bởi                                                      | Cần đa số                        | Quốc gia |
| ------------------------------------------------------------------- | -------------------------------- | --- |
| Cơ quan lập pháp (chế độ nhất viện, họp bàn chung hoặc chỉ hạ viện) | >50% + >50% sau khi bầu          | Iceland, Thụy Điển |
| Cơ quan lập pháp (chế độ nhất viện, họp bàn chung hoặc chỉ hạ viện) | >50% + 3/5 sau khi bầu           | Estonia, Hy Lạp |
| Cơ quan lập pháp (chế độ nhất viện, họp bàn chung hoặc chỉ hạ viện) | 3/5 + >50% sau khi bầu           | Hy Lạp |
| Cơ quan lập pháp (chế độ nhất viện, họp bàn chung hoặc chỉ hạ viện) | 3/5                              | Pháp, Senegal, Slovakia |
| Cơ quan lập pháp (chế độ nhất viện, họp bàn chung hoặc chỉ hạ viện) | 2/3                              | Afghanistan, Angola, Armenia, Áo, Bahrain, Bangladesh, Bulgaria, Campuchia, Djibouti, Ecuador, Honduras, Lào, Libya, Malawi, Bắc Triều Tiên, Nam Macedonia, Na Uy, Palestine, Bồ Đào Nha, Qatar, Samoa, São Tomé và Príncipe, Serbia, Singapore, Slovenia, Quần đảo Solomon, Turkmenistan, Tuvalu, Các Tiểu vương quốc Ả Rập Thống nhất, Uzbekistan, Vanuatu, Việt Nam, Yemen |
| Cơ quan lập pháp (chế độ nhất viện, họp bàn chung hoặc chỉ hạ viện) | >50% + 2/3 sau khi bầu           | Ukraine |
| Cơ quan lập pháp (chế độ nhất viện, họp bàn chung hoặc chỉ hạ viện) | 2/3 + 2/3 sau khi bầu            | Bỉ |
| Cơ quan lập pháp (chế độ nhất viện, họp bàn chung hoặc chỉ hạ viện) | 3/4                              | Bulgaria, Quần đảo Solomon (trong vài trường hợp) |
| Cơ quan lập pháp (chế độ nhất viện, họp bàn chung hoặc chỉ hạ viện) | 4/5                              | Estonia, Bồ Đào Nha (trong vòng năm năm sau lần sửa đổi gần nhất) |
| Cơ quan lập pháp + trưng cầu dân ý                                  | >50% + >50%                      | Djibouti, Ecuador, Venezuela |
| Cơ quan lập pháp + trưng cầu dân ý                                  | >50% trước và sau khi bầu + >50% | Đan Mạch |
| Cơ quan lập pháp + trưng cầu dân ý                                  | 3/5 + >50%                       | Nga, Thổ Nhĩ Kỳ |
| Cơ quan lập pháp + trưng cầu dân ý                                  | 2/3 + >50%                       | Albania, Andorra, Armenia (một vài sửa đổi), Ai Cập, Slovenia, Tunisia, Uganda, Yemen (một vài sửa đổi), Zambia |
| Cơ quan lập pháp + trưng cầu dân ý                                  | 2/3 + >60%                       | Seychelles |
| Cơ quan lập pháp + trưng cầu dân ý                                  | 3/4 + >50%                       | Rumani, Đài Loan |
| Cơ quan lập pháp + trưng cầu dân ý                                  | 2/3 + 2/3                        | Namibia, Sierra Leone |
| Cơ quan lập pháp + trưng cầu dân ý                                  | 3/4 + 3/4                        | Fiji |
| Cơ quan lập pháp + Cơ quan lập pháp dưới cấp quốc gia               | 2/3 + >50%                       | Mexico |
| Cơ quan lập pháp + Cơ quan lập pháp dưới cấp quốc gia               | 2/3 + 2/3                        | Ethiopia |
| Hạ viện + Thượng viện                                               | 2/3 + >50%                       | Ba Lan, Bosnia và Herzegovina |
| Hạ viện + Thượng viện                                               | 2/3 + 2/3                        | Bahrain, Đức, Ấn Độ, Ý, Jordan, Namibia, Pakistan, Somalia, Zimbabwe |
| Hạ viện + Thượng viện                                               | 3/5 + 3/5                        | Brasil, Cộng hòa Czech |
| Hạ viện + Thượng viện                                               | 3/4 + 3/4                        | Kazakhstan |
| Hạ viện + Thượng viện + Họp bàn chung                               | >50% + >50% + 2/3                | Gabon |
| Một trong các viện lập pháp + Họp bàn chung                         | 2/3 + 2/3                        | Haiti |
| Hạ viện + Thượng viện + Trưng cầu dân Ý                             | >50% + >50% + >50%               | Algeria, Úc, Pháp, Ireland, Ý |
| Hạ viện + Thượng viện + Trưng cầu dân Ý                             | 2/3 + 2/3 + >50%                 | Nhật Bản, Rumani, Zimbabwe (một vài trường hợp) |
| Hạ viện + Thượng viện + Trưng cầu dân Ý                             | 2/3 + >50% + 2/3                 | Antigua và Barbuda, Ba Lan (một vài trường hợp) |
| Hạ viện + Thượng viện + Trưng cầu dân Ý                             | 3/4 + 3/4 >50%                   | Madagascar |
| Hạ viện + Thượng viện + Cơ quan lập pháp dưới cấp quốc gia          | >50% + >50% + 2/3                | Canada |
| Hạ viện + Thượng viện + Cơ quan lập pháp dưới cấp quốc gia          | 2/3 + 2/3 + >50%                 | Ấn Độ (một vài trường hợp) |
| Hạ viện + Thượng viện + Cơ quan lập pháp dưới cấp quốc gia          | 2/3 + 100%                       | Ethiopia |
| Trưng cầu dân ý                                                     | >50%                             | Estonia, Gabon, Kazakhstan, Malawi, Palau, Philippines, Senegal, Serbia (một vài trường hợ), Tajikistan, Turkmenistan, Uzbekistan |
| Cơ quan lập pháp dưới cấp quốc gia                                  | 2/3                              | Nga |
| Cơ quan lập pháp dưới cấp quốc gia                                  | 3/4                              | Hoa Kỳ |
| Quy ước hiến pháp                                                   |                                  | Argentina |
| Quy ước hiến pháp                                                   | 2/3                              | Bulgaria (một vài sửa đổi) |

Một vài quốc gia được liệt kê với nhiều hơn một phuơng pháp vì các quy trình khác nhau có thể được sử dụng.

### Hiến pháp Việt Nam
- Hiến pháp CHXHCNVN 1992 (bản sửa đổi 2001)[liên kết hỏng]
- Hiến pháp CHXHCNVN 1992 Lưu trữ ngày 12 tháng 9 năm 2008 tại Wayback Machine
- Hiến pháp CHXHCNVN 1980 Lưu trữ ngày 16 tháng 12 năm 2012 tại Wayback Machine
- Hiến pháp Việt Nam Cộng Hòa 1967
- Hiến pháp VNDCCH 1960 Lưu trữ ngày 12 tháng 1 năm 2012 tại Wayback Machine
- Hiến pháp Việt Nam Cộng Hòa 1956
- Hiến pháp VNDCCH 1946 Lưu trữ ngày 5 tháng 3 năm 2010 tại Wayback Machine

### Hiến pháp một số quốc gia
(Đa số bằng Tiếng Anh)
- List of National Constitutions
- Constitution Finder Lưu trữ ngày 28 tháng 12 năm 2011 tại Wayback Machine

- (tiếng Tây Ban Nha) (tiếng Anh) Argentina
- Australia Lưu trữ ngày 20 tháng 5 năm 2009 tại Wayback Machine
- Belgium Lưu trữ ngày 7 tháng 6 năm 2007 tại Wayback Machine
in Dutch •  in French •  in German
- Brazil, in Portuguese Lưu trữ ngày 13 tháng 12 năm 2007 tại Wayback Machine
- Bulgaria Lưu trữ ngày 10 tháng 11 năm 2010 tại Wayback Machine in Bulgarian Lưu trữ ngày 28 tháng 11 năm 2010 tại Wayback Machine
- Canada Lưu trữ ngày 27 tháng 4 năm 2006 tại Wayback Machine http://laws.justice.gc.ca/fr/const/index.html Lưu trữ ngày 7 tháng 2 năm 2007 tại Wayback Machine
- People's Republic of China
- (tiếng Tây Ban Nha) Colombia (PDF)
- Cuba
- Denmark Lưu trữ ngày 27 tháng 2 năm 2008 tại Wayback Machine
- Finland Lưu trữ ngày 15 tháng 5 năm 2019 tại Wayback Machine
- (tiếng Pháp) France
- Germany Lưu trữ ngày 13 tháng 2 năm 2007 tại Wayback Machine
- Gruzia
- Greece Lưu trữ ngày 25 tháng 9 năm 2007 tại Wayback Machine
- Hungary Lưu trữ ngày 16 tháng 3 năm 2007 tại Wayback Machine
- India
- Iran
- Republic of Ireland PDF
- Italy Lưu trữ ngày 11 tháng 2 năm 2005 tại Wayback Machine in Italian
- Japan
- South Korea
- in Korean •  in Chinese
- Montenegro Lưu trữ ngày 27 tháng 9 năm 2007 tại Wayback Machine
- Pakistan Lưu trữ ngày 2 tháng 4 năm 2007 tại Wayback Machine
- Philippines Lưu trữ ngày 26 tháng 12 năm 2018 tại Wayback Machine
- Poland
- Russia
- Portugal Lưu trữ ngày 19 tháng 3 năm 2008 tại Wayback Machine http://www.parlamento.pt/ingles/cons_leg/Constitution_definitive.pdf Lưu trữ ngày 14 tháng 6 năm 2007 tại Wayback Machine
- http://www.parlamento.pt/const_leg/crp_port/index.html Lưu trữ ngày 9 tháng 8 năm 2007 tại Wayback Machine http://www.parlamento.pt/const_leg/crp_port/constpt2005.pdf Lưu trữ ngày 8 tháng 3 năm 2007 tại Wayback Machine
- http://www.parlamento.pt/frances/const_leg/crp_franc/index.html Lưu trữ ngày 13 tháng 5 năm 2007 tại Wayback Machine •  http://www.parlamento.pt/espanhol/const_leg/crp_esp/index.html Lưu trữ ngày 13 tháng 6 năm 2007 tại Wayback Machine
- Latvia in Latvian
- Lithuania
- Norway in Norwegian
- Sweden Lưu trữ ngày 3 tháng 4 năm 2007 tại Wayback Machine
- Switzerland Lưu trữ ngày 27 tháng 11 năm 2007 tại Wayback Machine
- http://www.admin.ch/ch/d/sr/c101.html Lưu trữ ngày 24 tháng 10 năm 2010 tại Wayback Machine •  http://www.admin.ch/ch/f/rs/c101.html Lưu trữ ngày 20 tháng 2 năm 2011 tại Wayback Machine •  http://www.admin.ch/ch/i/rs/c101.html Lưu trữ ngày 14 tháng 5 năm 2013 tại Wayback Machine
- http://www.admin.ch/ch/itl/rs/1/index.htm Lưu trữ ngày 28 tháng 4 năm 2007 tại Wayback Machine
- (tiếng Tây Ban Nha) Mexico Lưu trữ ngày 9 tháng 3 năm 2005 tại Wayback Machine
- Republic of China (Taiwan) Lưu trữ ngày 23 tháng 2 năm 2007 tại Wayback Machine
- http://www.gio.gov.tw/info/news/additional.htm Lưu trữ ngày 12 tháng 7 năm 2006 tại Wayback Machine
- Singapore Lưu trữ ngày 15 tháng 12 năm 2017 tại Wayback Machine
- South Africa
- Turkey Lưu trữ ngày 10 tháng 8 năm 2006 tại Wayback Machine
- United States
- Annotated version •  Amendments
- Venezuela Lưu trữ ngày 2 tháng 1 năm 2007 tại Wayback Machine